# Heino Kaski
Heino Wilhelm Daniel Kaski (Pielisjärvi, 21 giugno 1885 – Helsinki, 20 settembre 1957) è stato un compositore e pianista finlandese.

## Biografia
Kaski nacque in una famiglia di cantori. Suo padre gli insegnò a suonare il violino, e in genere supportava i suoi studi musicali: quando Kaski abbandonò la scuola secondaria per studiare musica a tempo pieno ad Helsinki, non si è opposto. Studiò alla scuola di Cantori-Organisti di Helsinki, entrando poi nella Scuola Filarmonica Orchestra. Ivi, proseguì lo studio del violino, oltre a teoria musicale (da Ilmari Krohn) e composizione (da Erkki Melartin).
Nel 1911, su raccomandazione di Jean Sibelius, Kaski ottenne una sovvenzione che gli permise di studiare per quattro anni a Berlino, allievo di Paul Juon. Nel 1914 tornò in Finlandia.
Una delle sue opere più importanti, la Sinfonia in si minore, fu composta nel 1914-1919 sotto la guida parziale di Selim Palmgren. La sinfonia venne eseguita il 2 ottobre 1919.
Lo stesso anno, Kaski tornò di nuovo in Europa, per studiare da Otto Taubmann a Berlino, e quindi viaggiò e studiò in Italia e Francia. Infine tornò in Finlandia nel 1924, e da allora ha lavorato come insegnante di musica in diverse scuole. Ha tenuto nove concerti di propria composizione e nel 1950 è stato insignito della medaglia Pro Finlandia. Il 20 settembre 1957, a 72 anni, Kaski morì a Helsinki. La sua morte è stata oscurata da quella di Jean Sibelius, che è morto lo stesso giorno, all'età di 91 anni.
Kaski è meglio conosciuto per le sue miniature per pianoforte, in cui mostra una propensione naturale per la melodia, e le sue canzoni; è inoltre autore di numerose opere da camera, quattro suite per orchestra, e di molti altri pezzi.

## Opere (selezione)
- Impromptu, per pianoforte, op. 5 / 2
- Preludio in sol bemolle maggiore, op. 7
- Sinfonia in si minore, op. 16 (1919)
- Reverie, per pianoforte, op. 19 / 1
- Die Quellenymphe, per pianoforte, op. 19 / 2
- Syysaamu (Una mattina d'autunno), per pianoforte, op. 21 / 2
- Kevätaamu Caprilla (un mattino di primavera a Capri), per pianoforte, op. 25 / 3
- Sonata per violino (1920)
- Sonata per violoncello (1923)
- Yö rannalla meren (Notte dal mare), per pianoforte, op. 34 / 1
- Pezzi per pianoforte op. 48:
- Pankakoski (Preludio in si minore), per pianoforte, op. 48 / 1
- Kellotapuli Vanha, per pianoforte, op. 48 / 2
- Walamo, per pianoforte, op. 48 / 3
- Sonata per flauto in si maggiore, op. 51 (1937)
- Quattro suite per orchestra, poema sinfonico, opere da camera, un centinaio di canzoni e altrettanti brani per pianoforte solista.